# Fera (Marvel Comics)
Fera (Beast em inglês) é o alter-ego do Dr. Henry "Hank" McCoy, um personagem fictício, super-herói dos quadrinhos americanos publicados pela Marvel Comics.
É um mutante famoso por sua fase nos X-Men, mas faz ou fez parte de vários outros grupos como X-Factor, Campeões, Defensores, Vingadores, Illuminati e Inumanos. Foi criado por Stan Lee e Jack Kirby e sua primeira aparição ocorreu em X-Men #1 (setembro de 1963) quando ele ainda possuía uma aparência mais humanizada, sem pelos azuis ou garras e dentes grandes. Na década de 70, com uma forte onda de ficção científica nos quadrinhos, sua luta contra seus impulsos ferais e medo da solidão e da rejeição se intensificou, pois ele se tornou o peludo azul da maneira como é mais conhecido, logo após um acidente. Hoje, Fera dedica todos os seus dons físicos e sua mente brilhante à criação de um mundo melhor para homens e mutantes. Hank é bioquímico e um proeminente ativista político. É um indivíduo brilhante. Às vezes fala em frases pretensiosas. Apesar de ser muito brincalhão, quando surge uma luta ou pesquisa é incrivelmente sério e leal.

## Biografia ficcional do personagem
Henry Philip McCoy nasceu em Dundee, Illinois, Estados Unidos, filho de Norton e Edna McCoy. Seu pai foi empregado em uma usina nuclear local e exposto à contaminação radioativa em um acidente no trabalho, o que supostamente foi a causa da mutação do seu filho. Hank foi dotado com um vasto intelecto e as mãos e os pés estranhamente grandes para um ser humano; na verdade, seus membros eram comparáveis aos de um gorila e umas histórias antigas mostram que seu apelido na escola era de "Maguilla Gorilla". Não obstante, Hank McCoy teve uma infância e juventude feliz, onde ele pôde dar vazão à toda sua energia, alegria e genialidade.
A mutação de Henry manifestou-se inteiramente em sua adolescência e embora usasse seus poderes para se exceder nos esportes por um tempo, ele logo foi forçado a procurar um refúgio do ostracismo inevitável e da hostilidade irracional dos seres humanos normais. Seus pais, entretanto, foram contra a maré e sempre o apoiaram. Logo ele foi contactado pelo Professor Charles Xavier, que soube de seus poderes mutantes. Ele teve a opção de se juntar à Escola para Jovens Superdotados do Professor Xavier, que era, na verdade, uma escola vanguardista benevolente para a instrução e treinamento de mutantes como ele. Como uma instituição prestigiada, oferecia oportunidades acadêmicas ilimitadas e o estudo personalizado entre um corpo pequeno e seleto de estudantes, sendo para Hank uma oportunidade ímpar de crescimento. Com sua sede insaciável de conhecimento e a necessidade de um refúgio, Hank se juntou à escola e aos X-Men, onde sob o tutela de Xavier, seus dias eram recheados de equações diferenciais, Proust e tarefas na Sala de Perigo. Nesse período ele recebeu o codinome de Fera. Liderou algumas missões ao lado do mutante Pássaro das Trevas.
Alguns anos mais tarde, McCoy deixou os X-Men após ter terminado um doutorado em Bioquímica no Instituto Xavier e se tornou um pesquisador científico na Corporação Brand, uma facilitadora de pesquisas genéticas. Em seu trabalho, ele isolou um catalisador químico na esperança de reduzir os aspectos anormais de sua aparência, mas isso fez sua mutação evoluir, crescendo pelos cinzentos sobre todo seu corpo, ganhando mais tarde orelhas afiadas, pelos azuis, dentes caninos alongados, garras, sentidos ampliados e um fator de cura acelerado. Apesar disso, McCoy aceitou seu destino e é um dos mais alegres e otimistas super-heróis, fazendo às vezes o papel de "palhaço da turma", não obstante seu intelecto genial. Ao contrário do que sua aparência primitiva e feral sugere, ele é um intelectual cujos discursos e maneirismos são extremamente eloquentes e formais. E juntamente com Reed Richards, Tony Stark, Bruce Banner, Henry Pym e Simon Willians, é uma das mentes científicas mais respeitadas no Universo Marvel.
Pouco tempo depois, foi recrutado para se juntar aos Vingadores, onde permaneceu como membro por muitos anos, tornando-se um amigo próximo de Magnum (Simon Willians).
Mais tarde se juntou aos Defensores e ficou com a equipe até a sua dissolução. Ele e seus amigos sobreviventes dos Defensores, Anjo e Homem de Gelo logo foram contactados por Ciclope e Jean Grey para formar o X-Factor. Hank serviu a essa equipe por anos, enquanto lecionava na faculdade. Mais tarde (com o regresso do Professor Xavier), Fera retornou aos X-Men onde permanece até hoje. Foi ele quem descobriu a cura para o Vírus Legado.
Posteriormente, o Fera sofreu uma mutação secundária, assumindo uma aparência mais felina. Isso o fez ficar muito deprimido por temer estar involuindo. Adicionalmente, a alteração levou sua namorada de longa data, Trish Tilby, a terminar com ele. Quando apareceram notícias de uma "cura" para mutações, ele considerou seriamente fazer o exame, mas mudou de ideia após uma "prensa" de seu companheiro de equipe Wolverine, pois concluiu que assim enviaria uma péssima mensagem a outros mutantes.

## Poderes e Habilidades
Hank possui uma super inteligência que chega a ser nível genial, Hank também possui um físico animal "Felino" por causa de seus testes de cura para sua mutacão; que lhe permite ter garras afiadas e dentes afiados, além de possuir uma força, agilidade, resistência, e velocidade sobre-humanas

## Outras versões

### Era do Apocalipse
Hank McCoy também teve uma versão maligna conhecida como Fera Negro, que escapou da Era do Apocalipse pouco antes dela supostamente deixar de existir (embora se saiba agora que a linha de tempo da Era do Apocalipse encontrou algum meio de sobreviver). O Fera Negro possui todos os poderes e a inteligência de Hank McCoy, mas nenhuma ética, tendo aprendido Bioquímica e Engenharia Genética com o Sr. Sinistro de sua realidade. Por um curto período (anterior a Saga Massacre), o Fera Negro capturou o verdadeiro Hank McCoy e se infiltrou nos X-Men, tencionando esconder sua existência do Senhor Sinistro da realidade normal. Para aprender o histórico de sua contraparte, o Fera Negro visitou várias pessoas importantes na infância e adolescência de Hank, matando a todos. Porém, ao visitar seus pais e ver todo o amor que eles dispensavam a Hank, foi incapaz de matá-los. O verdadeiro Fera ficou preso por pouco tempo, logo sendo libertado pelo X-Factor, derrotando sua contraparte e assumindo seu lugar de direito.
O Fera tem também uma contraparte chamada Brutal que tem pés como os de cabra e uma aparência anfíbia.
Um homem de paradoxos, Fera pode estar vestindo uma camisa havaiana, um shorts e um boné de baseball virado para trás em um instante e, no  seguinte, um terno ou um jaleco e óculos de laboratório. Utiliza frequentemente ferramentas e óculos de proteção high-tech ao fazer modificações no jato Pássaro Negro dos X-Men.

### Ultimate Marvel
Na continuidade Ultimate Marvel, Hank McCoy teve uma infância áspera, apesar de seu QI de gênio, pois seus pais anglo-saxões brancos protestantes racistas e seus pares refutaram-no por sua aparência simiesca. Foi um membro fundador dos X-Men e o engenheiro/cientista oficial da equipe. Foi também namorado de Tempestade. Embora Tempestade o amasse muito (atraída por sua inteligência), o complexo de inferioridade do Fera - devido a sua infância/adolescência  traumática - atrapalhava o relacionamento com frequência.
Durante o arco de histórias da Arma X, onde o Fera foi feito prisioneiro do programa, cientistas alteraram sua composição genética, o que realçou seus sentidos, mas tendo o efeito colateral de deixar sua pele azul. Atormentado por sua aparência, Fera chegou à conclusão que a atraente Tempestade o amou somente porque Charles Xavier controlava sua mente. Isto causou o fim do namoro dos dois. Seu gosto pela Internet também não fez muito bem para ele, pois suas indiscrições em salas de bate-papo inadvertidamente causaram a Guerra Suprema.
Fera morreu em "Ultimatum #1", afogado na onda gigante criada por Magneto.

## Em outras mídias

### Desenhos Animados
- Fera era um personagem regular da equipe mutante na série animada X-Men: Animated Series, onde foi dublado por George Bauza.
- Fera participa da 2°, 3° e 4° temporada de X-Men: Evolution, com a voz de Michael Kopsa. Hank McCoy trabalha na Escola Bayville, (em Bayville, Nova York, Estados Unidos) como professor de Química e de Educação Física da Escola. Durante os anos, Hank conseguiu controlar sua mutação através de um sistema que desenvolveu. O sistema, entretanto começou a falhar e ele acabou perdendo o controle, se transformando no Fera. Como Fera, causou destruição maciça, tornando-se um fugitivo procurado. Depois de sua primeira transformação por um tempo ele pôde retomar o controle, mas atualmente ele se encontra preso permanentemente na forma física de "Fera". Incapaz de retornar a sua vida como Hank McCoy, ele decidiu se juntar à escola de Xavier e agora ajuda a ensinar os novos mutantes. É dublado por Michael Kopsa.
- Fera também aparece em Wolverine and the X-Men, dublado por Fred Tatasciore.

### Filmes
- Fera foi incluído nos primeiros rascunhos do filme X-Men (2000), mas acabaria cortado para manter o orçamento baixo.[3]
- No filme X-Men 2 de 2003. Dr. Hank McCoy pode ser visto em sua aparência humana em um talk-show da televisão que aparece em um bar em que Mística (Rebecca Romijn) estava tentando facilitar a libertação de Magneto (Ian McKellen). Foi interpretado por Steve Bacic.
- Em X-Men: O Confronto Final de 2006, o papel de Hank McCoy/Fera foi dado a Kelsey Grammer, que passava 3 horas sendo maquiado para ganhar a aparência azul e peluda do personagem.[4] Hank é parte do Gabinete dos Estados Unidos como Secretário de Assuntos Mutantes, e se une aos X-Men na batalha contra a irmandade de Magneto (Ian McKellen) em Alcatraz.
- Nicholas Hoult interpretou Hank McCoy em X-Men: Primeira Classe de 2011.[5] Ele é um jovem cientista com grandes pés e mãos trabalhando para a Divisão X de mutantes da CIA, ao qual se unem  o Professor Xavier (James McAvoy) e Magneto (Michael Fassbender). Quando se injeta com um antídoto que iria suprimir sua mutação, acaba sofrendo efeitos colaterais e ganhando a pele e pêlos azuis do Fera.
- Nicholas Hoult voltou a ser Hank McCoy/Fera em X-Men: Dias de um Futuro Esquecido, vivendo com Xavier na Mansão X, e criando um soro que o permite controlar sua mutação e outro medicamento que ajuda Charles a andar. Grammer faz uma participação especial como a versão mais velha do mutante.
- Nicholas Hoult retorna ao seu papel em X-Men: Apocalypse (2016), usando o soro para se manter humano enquanto cria um jato, e revertendo para a forma do Fera para lutar contra Apocalipse (Oscar Isaac).
- Nicholas Hoult retornou em 2019 ao papel em X-Men: Fênix Negra.
- A cena dos créditos de As Marvels (2023) tem Monica Rambeau chegando em uma dimensão paralela ao Universo Cinematográfico Marvel, onde ela é tratada por Fera, novamente interpretado por Grammer.

### Videogames
- Fera apareceu também nos jogos da série X-Men Legends como um personagem jogável, e como um comerciante do mal em X-Men: Mutant Academy 2. E em X-Men vs. Street Fighter, pode-se ver Fera e Blanka ao fundo de um dos cenários. Ele está disponível no game Marvel: Avengers Alliance, por 90 Cps (Pontos de Comando). É jogável em X-Men Mutant Apocalypse.

Fera também é um personagem jogável no jogo Marvel Contest of Champions para dispositivos móveis.